# ゆかり (ふりかけ)
ゆかりは、三島食品が製造販売する赤ジソのふりかけ。同社の登録商標（第561358号の2ほか）であり、日本の赤ジソふりかけ市場の約9割を占める。
名古屋周辺で食べられていた赤ジソの漬物をヒントに1970年（昭和45年）に販売開始し、三島食品の売上の3割を占める看板商品に成長した。

## 概説

### 名前の由来と商標
古今和歌集収録の短歌「紫の ひともとゆゑに 武蔵野の 草はみながら あはれとぞ見る」（よみ人しらず）に由来する。この歌は「紫草が一輪咲いているという縁（ゆかり）だけで武蔵野のすべての草花を愛おしく感じる」という意味で、紫がゆかりあるものの象徴となった。そこで、赤紫色をしたこの製品を表すのにふさわしい名前として「ゆかり」が採用された。また顧客との縁を大切にするという意気込みも含まれている。
「ゆかり」という商品名は決まったものの、1960年（昭和35年）に中埜酢店（現・ミツカングループ）によって商標登録済みであることが判明した。幸いにも三島食品は中埜酢店と酢の取引があり、同社の厚意によって「ゆかり」の商標を使えることになった。その後、1999年（平成11年）にミツカングループから「ゆかり」の商標が三島食品に譲渡され、三島食品の登録商標となった。一部の国語辞典は「ゆかり」の語義について「梅干しを漬ける時に一緒に漬け込んだ紫蘇の葉を干して粉にしたもの」という解説文を付しているが、三島食品の登録商標は未だ有効であり、普通名称化した商標ではない。ただし、本記事冒頭の写真のような粉末状にした赤ジソを載せたごはんが「ゆかりごはん」と呼ばれるほどには浸透している。

### 歴史
三島食品は1949年（昭和24年）にトウガラシ粉や桜でんぶを製造する三島哲男の個人商店「三島商店」として創業し、魚類の粉末を使った業務用ふりかけ「弁当の友」の製造で成長を遂げた企業であった。1960年代後半のある日、三島食品の名古屋エリアを担当していた営業マンが、現地で見つけた赤ジソを刻んだ漬物の商品化を提案したのが、ゆかり誕生のきっかけとなった。営業マンは上司に掛け合ったものの相手にされず、三島哲男社長の自宅に夜間に電話をかけると「大石内蔵助みたいなことをするな。寝ていたのに、明日にしろ」と言われた。そこで翌日再び三島社長に電話すると、三島は「漬物屋ではない」としてこの提案を却下したが、営業マンは粘り強く営業日報で商品化を訴え続けた。三島は「漬物ではなく乾燥できれば」という条件を付けて開発許可を出した。開発段階では、香りと赤紫色を両立できる、赤ジソを乾燥させる適温を見つけ出すのに数か月を要した。
提案から2年を経て1970年（昭和45年）に販売開始したものの、当時としては斬新なふりかけであり、会社には返品の山ができてしまった。1973年（昭和48年）には一般小売向け販売も開始したが、特に店頭では長時間陳列しておくとふりかけが白っぽくなってしまい、余計に売れなくなってしまった。しかし、学校給食で採用されていた東海地方で子供を経由して親に美味が伝わり、口コミで広められ、1978年（昭和53年）頃から売上が軌道に乗った。この頃、ゆかりの食塩量を50%削減する大幅な変更を行った。販売開始当初は簡易包装であったが、1975年（昭和50年）にデザイナーに依頼して今につながるストライプ柄のパッケージデザインが登場した。ただし当時は淡い紫色のパッケージであった。その後1985年（昭和60年）に現行デザインに近い深い紫色に変更、1996年（平成8年）にストライプ柄のパターンを変更し、上部にチャックを付けた現行のものになった。パッケージを大きく変更しないのは、このパッケージが消費者に浸透し、安心感につながっていると三島食品が考えているためである。
姉妹商品として1984年（昭和59年）には青ジソふりかけ「かおり」を、2010年（平成22年）には「あかり」を販売開始した。1988年（昭和63年）には需要増に対応するため、ゆかり専用工場を稼働させた。2002年（平成14年）、パッケージ上部に「ゆかり」の点字を付けるようになり、開封時に切り取って点字部分が失われることから2005年（平成17年）より側面にも点字を入れるようになった。2002年（平成14年）には製造工程で工業油が混入し、約50 tを回収、生産ラインも停止するという事態に直面している。2008年（平成20年）には広島県山県郡北広島町に自社農園を設け、ゆかりの原料となる赤ジソの自社栽培に進出した。2018年（平成30年）現在、ゆかりは約480種ものふりかけを製造する三島食品の売上の3割を占める主力商品に成長している。

### 製法
ゆかりは赤ジソを使ったシンプルなふりかけであるため、原料の赤ジソには販売開始当初からこだわりがある。ゆかりに加工される赤ジソは、色と香りが良い株の上部の若葉だけを用い、固くなった株の下部の葉は使わない。赤ジソは中部地方や四国地方の農家と共同栽培していたが、自然交配が進んで品質が低下したため、1988年（昭和63年）より新品種の開発に乗り出した。その後1999年（平成11年）に新品種が完成、2004年（平成16年）に農林水産省から新品種「豊香」（ほうこう）が認可された。2001年（平成13年）より中国・遼寧省で豊香の生産を開始し、2011年（平成23年）時点では年間約2,400 tの赤ジソを加工しており、原料の産地は日本国産（九州地方と和歌山県）と国外産（主に中国）がほぼ同量となっている。
ゆかりの製造工程は販売開始当初から基本的には変わっていない。まず赤ジソ産地にある現地工場で赤ジソを塩もみして水分とアクを取り除き、その赤ジソに梅酢と食塩を加えて貯蔵タンクに入れて1 - 2か月間熟成する。熟成が終わると本社工場へ移し、製品を乾燥させる。乾燥工程は専用容器に入れて乾燥させる「バッチ式」を採っていたが、効率化のためライン生産方式に移行した。三島食品ではこれ以上の短時間化や省人化はしない方針である。
なお、ゆかりの製造工程は2017年（平成29年）7月7日より「バーチャル工場見学」としてウェブ上で公開している。

### 用途
ふりかけとしてご飯にふりかける・混ぜ込むほかに、野菜、パスタ、はちみつバタートーストなどにかけて食べることもできる。スーパーマーケット研究家の菅原佳己は「乳製品との相性が抜群」としており、バニラアイスやモッツァレラチーズに一振りするだけで「未知なる味覚」になるという。クックパッドにはゆかりを使ったアイディアレシピが多数紹介されており、ゆかりがふりかけを超えて調味料として使われるようになったことが窺える。中東で使われる香辛料のスマックと風味が似ており、日本で中東料理（ムサッハンなど）を調理する際にスマックの代わりとしてゆかりを使うことがある。
ゆかりはアメリカ合衆国など日本国外でも販売しており、日本食ブームに乗って販売量を増やしており、現地ではフライドポテト、サラダ、ヨーグルトなどにふりかけて食べられている。
三島食品では、公式サイトでゆかりを中心とした自社製品を使ったレシピを数多く公開しており、その数はふりかけメーカーでは突出して多い。これは三島食品が業務用商品を多数展開してきたことから、顧客向けにレシピ開発を続けてきた経験が生かされている。

### 評価
ゆかりは、のりたま（丸美屋食品工業）やおとなのふりかけ（永谷園）と並ぶ日本を代表するふりかけ商品である。2011年（平成23年）9月から2012年（平成24年）8月のTOPPAN POSデータに基づく日本のふりかけ製品販売額ランキングで、ゆかりは、のりたまに次ぐ第2位でシェアは4.07%であった。これは26g入りの商品のみの値で、「ゆかり 梅入り 22g」が15位、「ゆかり 大袋 90g」が27位、「ゆかり 60g」が29位に入っている。2015年（平成27年）は第3位であった。同年4月に日経MJが行ったバイヤー調査では、日本の主要なふりかけ10種の総合評価で、ゆかりは、のりたまに次ぐ第2位となった。この中でゆかりの味はのりたまと並んで最高評価を獲得、素材・品質では単独で最高評価を得た。
ゆかりを含むシソ系ふりかけ市場は、市場規模が大きく伸長力もある有望市場であり、消費者の健康志向や自然志向が下支えしている。

## 商品展開

### ゆかりのバリエーション
最も一般的な「ゆかり」を主力としながら、三島食品ではゆかりベースの新商品の開発にも積極的である。2011年（平成23年）2月時点で、ゆかりに梅・胡麻・鰹節・しょうが・青菜をそれぞれ加えた「ゆかり ○○入り」シリーズと塩味を薄めたソフトふりかけシリーズ（ゆかり・ゆかり 梅入り・ゆかり 昆布入り）を販売していた。2018年（平成30年）には「ゆかり かつお入り」がなくなり、ソフトふりかけが「ゆかり うすしお味」の1つに絞られた。販売形態も通常パッケージのほか、瓶入りや小袋入りの「ゆかり シリーズ・ミニ」もあった。

### ゆかり ペンスタイル
2014年（平成26年）11月に販売開始した、長さ約14 cm、直径15 mm、ペン先直径3 mmのペン型の容器にゆかりを封入した商品。内容量は6 g。ペンへの充填作業は発売開始当初、工場の空きスペースで従業員が手作業で行っていたが、その後半自動化し、埼玉県坂戸市にある関東工場で行っている。手作業時代は1日100本が限度であったが、半自動化したことで800本作れるようになった。
軽くて持ち運びやすいだけでなく、ふりかけたい位置へ正確に出せることからキャラ弁作りにも使われる。元々は、ふりかけを毎日持ち歩く三島豊社長のために社員が持ち歩きやすい容器を探し、静岡県の茶商が粉末茶を携帯する容器として開発したペン型容器を発見したのが始まりである。三島社長が夜のクラブでペン型容器に入ったゆかりを焼酎にふり入れたところ、店の女性たちの間で「それ欲しい」と話題になったことから商品化に踏み切った。当初は東京・銀座にある広島県のアンテナショップ「TAU -ひろしまブランドショップ-」と北広島町の道の駅舞ロードIC千代田でのみ取り扱っていたが、2015年（平成27年）7月に三島食品の通販サイトでも取り扱いを開始し、同年に各種メディアで取り上げられたことで一気に売り上げが伸び、一時欠品した。ペンスタイルの人気は袋入りのゆかりの売上をも押し上げ、三島食品が過去最高益を計上するほどの効果があった。

### ふりかけ4姉妹
ゆかりの姉妹品として青ジソを使った「かおり」とピリ辛タラコ（マダラの卵）の「あかり」がある。かおりは1984年（昭和59年）、あかりは2010年（平成22年）に販売開始された。ゆかり同様に3文字で語呂が良いという理由で命名され、ゆかり同様に商標登録されている。かおりは青ジソの「香り」が良いこと、あかりは三島食品が福岡県で経営していた惣菜店「あかり」の名を引き継いだことに由来する。なお、あかりは「カリカリ梅」もあったが、2018年（平成30年）3月に販売終了となり、また、過去には業務用商品として「しおり」という製品もあった。2018年（平成30年）3月にパッケージを変更し、三姉妹としてゆかりのデザインに近付けられた。また「ゆかり ペンスタイル」のかおり版、あかり版も販売している。
ゆかりに比べて「2人の妹」の知名度は劣り、2010年代にSNSでその存在が話題になった。SNSでの注目効果により、ゆかり三姉妹を並べて販売する店舗が増加した。2020年には過去にあかりにラインナップされていた「カリカリ梅」を「うめこ」という名前で復活させて販売することになり、これが“四女”であるとしてSNSで話題になった。
7月7日には、三島食品は「ふりかけ4姉妹メーカー」というウェブアプリを公開。これは商品名を自分で設定して姉妹商品風のパッケージをデザインできるというものである。ただし、設定できるのは平仮名のみで、3文字の名前に限定されている。

### 名前ふりかけに初の男
2021年2月には広島県の名物野菜・広島菜を使った「ひろし」が発売された。まとめ買いする消費者の多発により、店頭や通販で見かける事すらない品薄状態が長期間続き、評判を聞いた他のスーパーから引き合いがあっても、供給が追いつかないほどの人気を博し、発売から2ヶ月で年間販売目標の1万ケースを達成した。SNSでも『初の男兄弟が登場？』『知らん男が増えてる』『君は誰だ』『ゆかりの何なのか、弟？恋人？』等と話題を集めた。三島食品は既に広島菜を使った製品で「菜めし」シリーズを展開しているが、原材料が「ひろし」は広島菜のみを具材に主な味付けも砂糖と食塩のみなのに対して、「菜めし」シリーズは広島菜の他に京菜と大根の葉も併用され、味付けも砂糖や塩の他に複数の旨味成分が調合されている。
2022年2月1日には枕崎産の本枯節を使った「かつお」が発売された。
2023年8月、「ひろし」と相性の良い鮭を加えた「鮭ひろし」を発売。今までの同シリーズ商品は、ブランド名＋素材（例：「ゆかり 梅入り」など）のネーミングであったが、今回初めて素材を商品の頭に置いたことで人名感が増した。
2024年1月29日には3種類の青菜（大根葉・京菜・わさび葉）をわさび味に仕上げた「しげき」を発売。
| 商品名   | 主材料                 | 発売年 |
|          |                        |        |
| ゆかり   | 赤しそ                 | 1970年 |
| かおり   | 青じそ                 | 1984年 |
| あかり   | たらこ                 | 2010年 |
| うめこ   | 梅                     | 2020年 |
| ひろし   | 広島菜(青菜)           | 2021年 |
| かつお   | 本枯節(鰹節)           | 2022年 |
| 鮭ひろし | 広島菜+鮭              | 2023年 |
| しげき   | 大根葉・京菜・わさび葉 | 2024年 |

- 「菜めし」や「炊き込みわかめ」、「かつおみりん」などは、ゆかりの姉妹品には入らない。

## 派生商品
これまでに菓子やカップ焼きそば、岩下の新生姜などのコラボレーションした商品が登場している。三島食品では長年、他社と共同開発を行うと自社の主導権がなくなってしまうことを恐れていたが、2010年（平成22年）頃から積極的にコラボ展開を始め、密にコミュニケーションを取り、信頼関係を築けばその心配がないことを認識したという。

### 漫画「ゆかりちゃん」
『ゆかりちゃん』は、原作：綱本将也、作画：結布による日本の漫画作品。ゆかり料理をテーマとしたウェブコミック。漫画アプリ『ジャンプLIVE』・『少年ジャンプ+』（いずれも集英社）で連載された。
2014年、『ジャンプLIVE』2号より連載開始。『ジャンプLIVE』廃刊に伴い、『少年ジャンプ+』に移籍し、2014年9月22日（創刊日）より2015年10月3日まで連載された。全8話（+特別編）、全1巻。企画を立てたのは三島食品ではなく、集英社側からのオファーで連載が始まった。主人公の女子高生・ゆかりが下手ながらも料理に挑戦していくグルメ漫画で、毎回ゆかりを使ったレシピが登場する。作中で紹介された「ゆかりバター」は若年層の心をつかみ、ゆかりの人気にも結び付いた。

### ゆかりチューハイ
「三島のゆかり使用チューハイ」の名称で三井食品が中心となり、三島食品、合同酒精と三社で開発し、2018年（平成30年）2月27日に数量限定で発売した。三井食品がシソを使った食品として三島食品の「ゆかり」を、酒として合同酒精のシソ焼酎「鍛高譚」（たんたかたん）を組み合わせることを考え付き、赤ジソエキスを使った赤紫色のチューハイとして完成させた。味はゆかりを再現しながらもすっきりとしたものに仕上げ、缶のデザインもゆかりのパッケージをほぼそのまま採用した。
2018年（平成30年）の販売が好評であったため、2019年（平成31年）2月27日に再発売することが決定した。発売日が2回とも2月27日なのは、前回発売時に偶然にも声優の田村ゆかりの誕生日と発売日が同じであることが話題になったことから、2回目の発売も同日にしたと三井食品担当者は語っている。

### 赤しそ飲料ゆかり
三島食品は自社製品として2009年（平成21年）より「赤しそ飲料ゆかり」をネット通販、広島県の道の駅の一部、日本郵便のふるさと小包限定で、夏季限定商品として販売してきた。当初は水で薄めて飲むタイプであったが、2013年（平成25年）からそのまま飲める商品となり、2016年（平成28年）6月にゆかりのパッケージと同じデザインにしたところ認知度が上がり、インターネット上で注目を浴びた。